# Alex Tofalides
Alex Tofalides (Londres, 13 de marzo de 1993) es un deportista británico que compite en esgrima, especialista en la modalidad de florete. En los Juegos Europeos de Bakú 2015 obtuvo una medalla de oro en la prueba por equipos.

## Palmarés internacional
| Juegos Europeos | Juegos Europeos   | Juegos Europeos | Juegos Europeos     |
| Año             | Lugar             | Medalla         | Prueba              |
| --------------- | ----------------- | --------------- | ------------------- |
| 2015            | Bakú (Azerbaiyán) | Medalla de oro  | Florete por equipos |